# Calea
Calea é um género botânico pertencente à família Asteraceae.

## Algumas Espécies
- Calea aculeata Labill.
- Calea aspera Jacq.
- Calea glomerata Klatt
- Calea harlingii
- Calea huigrensis
- Calea kingii
- Calea leptophylla G. Forst.
- Calea ternifolia Kunth
- Calea uniflora Less.
- Calea urticifolia (Mill.) DC.
- Calea zacatechichi Schltdl.